# Fantaghiro (seria)
Fantaghiro (wł. Fantaghirò) − cykl filmów telewizyjnych produkcji włoskiej w reżyserii Lamberto Bavy, nakręcony w pięciu częściach, z których każda dodatkowo podzielona jest na dwa odcinki. Premiera pierwszej części miała miejsce w 1991 roku, ostatniej w 1996 roku. Scenariusz pierwszej części baśni powstał na kanwie ludowej baśni toskańskiej.

## Filmy
- Fantaghiro (tytuł alternatywny – Jaskinia złotej róży) – 22 grudnia 1991
Między dwoma królestwami toczy się wieloletnia wojna. W jednym z nich tron obejmuje młody król Romualdo, który chce zakończyć konflikt i składa staremu królowi z sąsiedniego królestwa ofertę, by najdzielniejszy z jego rycerzy stanął z nim do pojedynku. Król przyjmuje wyzwanie, a ponieważ nie ma syna, do walki wysyła swoją córkę Fantaghiro, która w przeciwieństwie do sióstr umie dobrze władać mieczem. Jednak wkrótce Fantaghiro zakochała się w młodym królu, a Romualdo zaczyna podejrzewać, że ów rycerz w zbroi jest w rzeczywistości kobietą.

- Fantaghiro 2 – 20 grudnia 1992
Romualdo i Fantaghiro, którzy zakochali się w sobie w poprzedniej części przygotowują się do ślubu. Przygotowania jednak przerywa wiadomość, że ojciec panny młodej został porwany przez złą czarownicę zwaną Czarną Królową. Romualdo wyrusza na wojnę z jej królestwem, ale pada ofiarą czarów i zostaje jej kochankiem. Fantaghiro musi uratować ukochanego oraz swojego ojca i pokonać swą rywalkę.

- Fantaghiro 3  (tytuł alternatywny: Klątwa czarnoksiężnika) – 20 grudnia 1993
Zły czarnoksiężnik Tarabas i jego niegodziwa matka Xellesia tworzą armię nieśmiertelnych wojowników, którzy napadają na królestwa i porywają dzieci panujących tam monarchów. Armia ta atakuje także królestwo Romualda i Fantaghiro i porywa dzieci siostry Fantaghiro. Ponieważ Romualdo zostaje wskutek czarów zamieniony w kamień, Fantaghiro musi odnaleźć i pokonać Tarabasa.

- Fantaghiro 4 – 19 grudnia 1994
Śmiercionośny wiatr sprowadza do krainy Fantaghiro trzech mrocznych rycerzy. Księżniczka musi ich pokonać, żeby uchronić swój lud od głodu, pragnienia i chorób. Jednak walka nie jest łatwa, ponieważ na skutek czarów złego Darkena rycerzy nie ima się żadna broń. Na domiar złego, żądna zemsty Czarna Wiedźma przywraca do życia Xellesię, a Darken okazuje się być ojcem Tarabasa.

- Fantaghiro 5 – 20 grudnia 1996
Księżniczka Fantaghiro przenosi się do innego świata w równoległym wymiarze, w którym żyją wyłącznie dzieci. Mieszkańcy tego świata proszą ją o pomoc. Ich postrachem jest Bezimienny – okrutny stwór, który chce zjeść dzieci, gdyż tylko wtedy może stać się człowiekiem. Fantaghiro nie zamierza do tego dopuścić. Co gorsza, Czarna Królowa dybie na jej życie aby odzyskać swoją utraconą moc.

## Obsada
- Alessandra Martines – Fantaghiro (wszystkie części)
- Kim Rossi Stuart – Romualdo (części 1-4)
- Nicholas Rogers – Tarabas (części 3-4)
- Brigitte Nielsen – Czarna Czarownica (Czarna Wiedźma) (części 2-5)
- Ursula Andress – Xellesia (części 3-4)
- Ángela Molina – Biała Wróżka (część 1)
- Jean-Pierre Cassel – generał (część 1)
- Barbora Kodetová – Biała Czarownica (Biała Wróżka) (część 2)
- Ornella Marcucci – Catherine (części 1-4)
- Kateřina Brožová – Caroline (części 1-4)
- Mario Adorf – król (części 1-2)
- Karel Roden – Złote Oko (część 2)
- Stefano Davanzati – Cataldo (części 1-2)
- Tomáš Valík – Ivaldo (części 1-2)
- Anna Geislerová – Królowa elfów (części 2-3)
- Jakub Zdeněk – Grom (części 2-3)
- Lenka Kubálková – Błyskawica (część 2-3)
- Elena D'Ippolito – Smeralda (część 3)
- Horst Buchholz – Darken (część 4)
- Agathe de La Fontaine – Angelica (część 4)
- Gaia Bulferi Bulferetti – Parsel (część 4)
- Oreste Guidi – Rufus (część 4)
- Marc de Jonge – Tohor (część 4)
- Riccardo Serventi Longhi – Fiodor (część 4)
- Remo Girone – Bezimienny (część 5)
- Luca Venantini – Aries (część 5)
- Ludwig Briand – Masala (część 5)
- Michaela May – Asteria (część 5)
- Ariadna Caldas – Azela (część 5)
- Joan Fort – Sarsut (część 5)

## Plenery

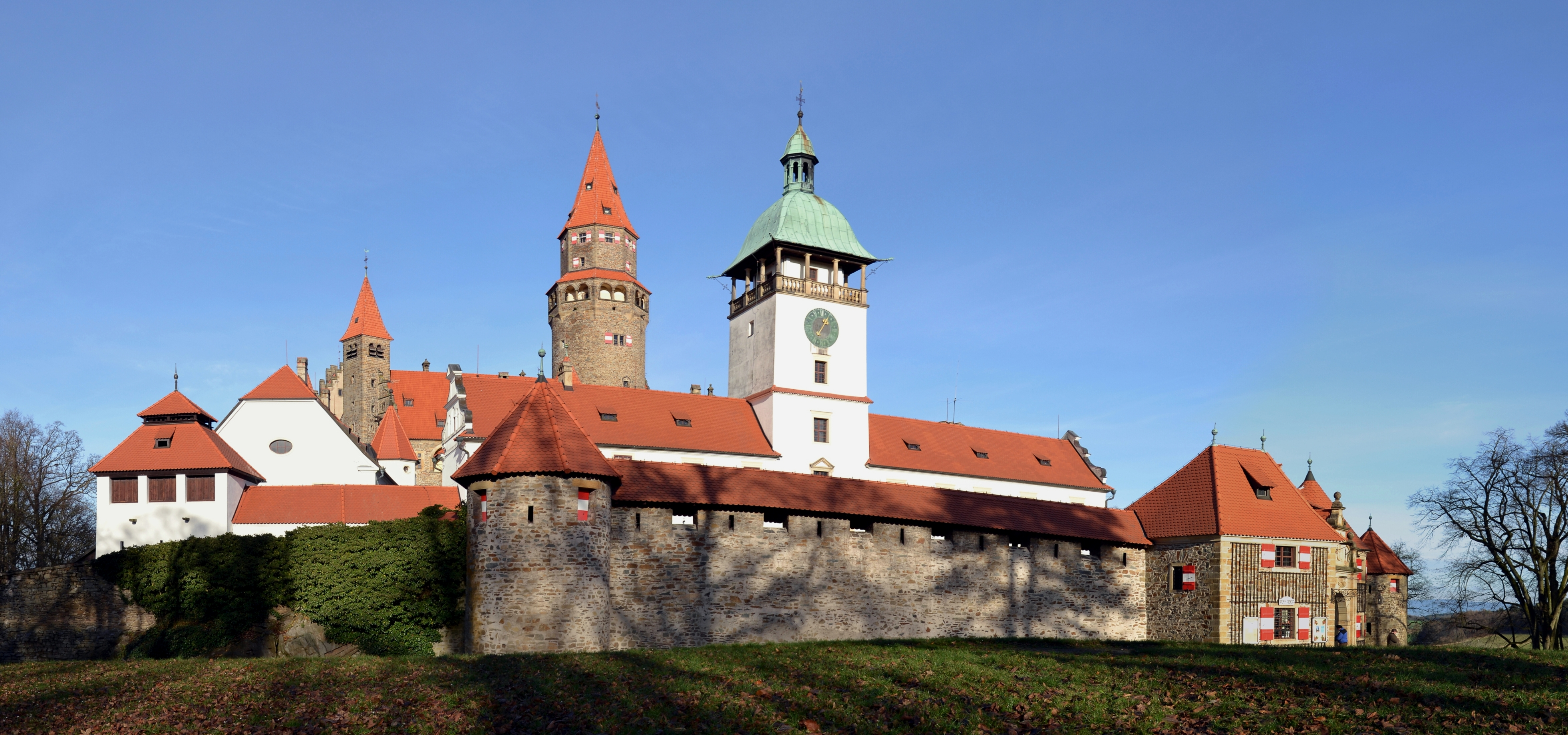
Zamek w Bouzovie (zamek Fantaghiro)

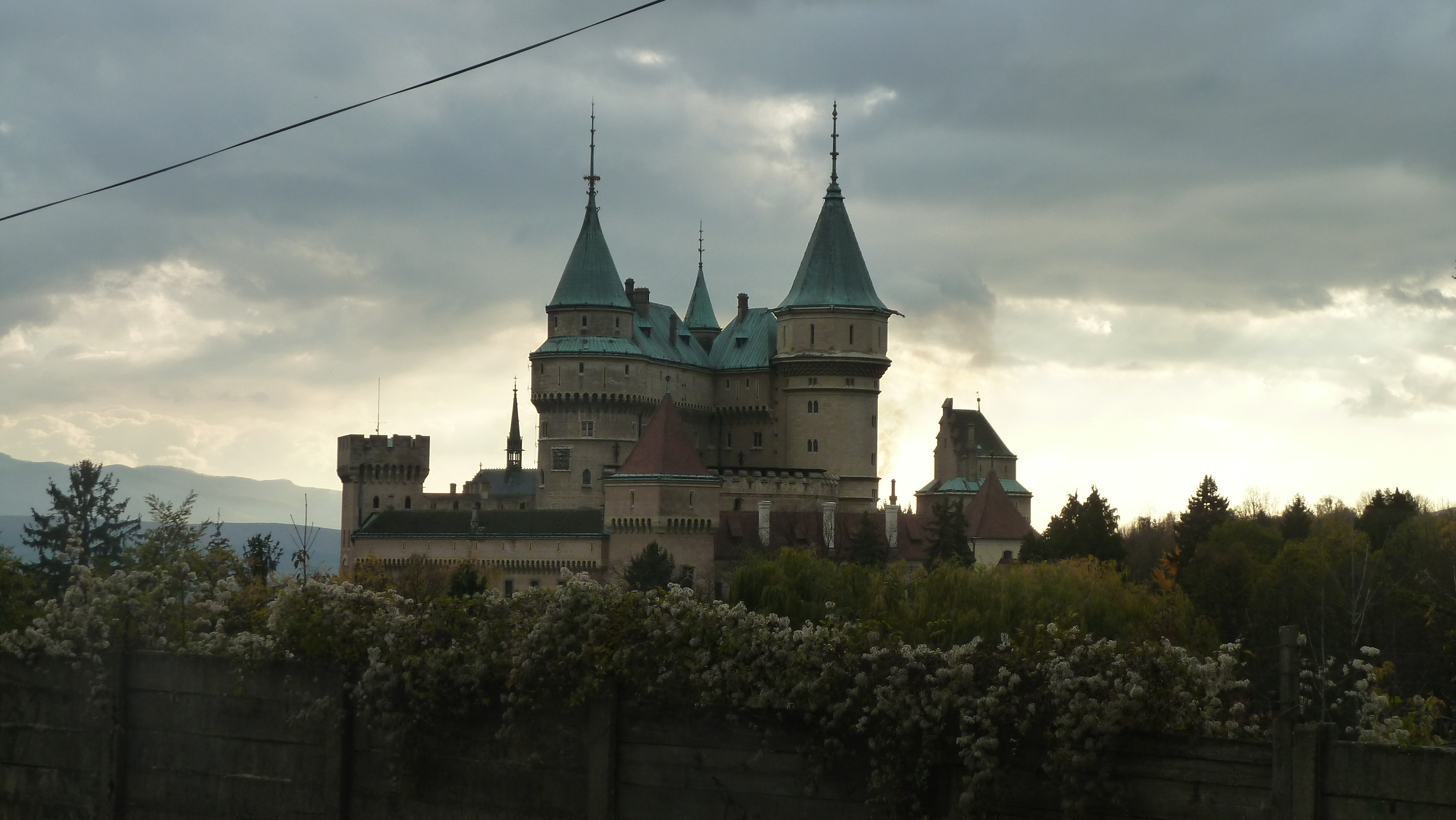
Zamek w Bojnicach (zamek Czarnej Wiedźmy)

Części 1-3 nakręcono w Czechach i na Słowacji w następujących lokalizacjach:
- Zamek w Bouzovie (zamek Fantaghiro)
- Park w Lednicach
- Zamek w Bojnicach (zamek Czarnej Wiedźmy)
- Zamek Pernštejn (zamek Romualda)
- Zamek Kokořín (zamek Smeraldy) i park krajobrazowy Kokořínsko (niektóre sceny w lesie z części 1-3 oraz pojedynek Romualda z Fantaghiro przy stawie Harasov z części 1)
- Zamek Helfštýn (ruiny, w których Grom i Błyskawica składają Czarną Wiedźmę z kawałków kamienia w części 3)

Plenery do części 4 znajdują się w Tajlandii w następujących lokalizacjach:
- świątynia Wat Suthat w Bangkoku (pałac Tohora)
- park Mueang Boran w Bangkoku (ogrody pałacu Tohora oraz królestwo Darkena)
- Park Narodowy Erawan (wodospad, przy którym Angelica spotyka Tarabasa)

Plenery do części 5 znajdują się na Kubie (Villa Guamá na półwyspie Zapata).